# Albino
Albino (lombardul: Albì) település Olaszországban, Lombardia régióban, Bergamo megyében. Lakosainak száma 17 449 fő (2023. január 1.). Albino Casazza, Cenate Sopra, Luzzana, Selvino, Gaverina Terme, Nembro, Aviatico, Borgo di Terzo, Cene, Gazzaniga, Pradalunga, Vigano San Martino és Trescore Balneario községekkel határos.

## Népesség
A település népességének változása:
| Lakosok száma | 17 953 | 17 903 | 17 449 |
|               | 2017   | 2018   | 2023   |